# Étienne de Châlons
Étienne, ou Étienne de Châlons, né à Châlons (France) et décédé le 17 mai 1144 ou 1141 ou 1142, était un moine cistercien, et cardinal français  du XIIe siècle. 

## Biographie
Étienne appartient à la première génération de moines cisterciens et est un disciple de Bernard de Clairvaux.
Le pape Innocent II le crée cardinal lors du consistoire de décembre 1139. Il participe à l'élection du pape Lucius II en 1143 et du pape Célestin II en 1144. Le martyrologe cistercien le considère comme bienheureux.